# Bryan Steel
Bryan Steel (nascido em 5 de janeiro de 1969) é um ex-ciclista profissional britânico.
Especialista em competições de pista, especialmente em perseguição por equipes, ele ganhou duas medalhas olímpicas e quatro no Campeonato Mundial.